# Station Renory
Station Renory is een spoorwegstation langs spoorlijn 125A (Flémalle - Angleur bij Luik) bij het gehucht Renory op de grens van de steden Luik en Seraing.
1,2: Kinkempois ·
3,1: Renory ·
4,9: Ougrée ·
6,5: Seraing ·
8,8: Val-Saint-Lambert ·
10,5: Rue-Borgnet ·
11,0: Flémalle-Haute